# Бабичев (хутор)
Бабичев — хутор в Алексеевском районе (городском округе, с 2018) Белгородской области, входит в состав Луценковского сельского поселения.

## Описание
Расположено в восточной части области, в 26 км к юго-востоку от районного центра, города Алексеевки. 
| 1859 | 1897 | 2002 | 2010 |
| ---- | ---- | ---- | ---- |
| 938  | ↘799 | ↘122 | ↘94  |

Улицы и переулки
| - ул. Луговая - ул. Придорожная |

## История
В 1859 году — Бирюченского уезда «хутор владельческий Бабичев при отвершке Копанного оврага», «по правую сторону большого почтового тракта от г. Бирюча до г. Острогожска» — 125 дворов, 938 жителей (464 мужского, 474 женского пола).
Упоминается в Памятной книжке Воронежской губернии за 1887 год как "Бабичевъ хуторъ" Луценковской волости Бирюченского уезда. Число жителей обоего пола — 1053, число дворов — 125.